# Copernicus Atmosphere Monitoring Service
Der Copernicus Atmosphere Monitoring Service (CAMS), zu deutsch „Kopernikus-Atmosphärenüberwachungsdienst“, ist ein Dienst des Europäischen Zentrums für mittelfristige Wettervorhersage (EZMW). Er wurde am 11. November 2014 gestartet und liefert kontinuierlich Daten zur Zusammensetzung der Atmosphäre. CAMS erfasst die Luftverschmutzung, Sonnenenergie, Treibhausgase und den globalen Klimawandel.

## Aufgaben
CAMS ist einer von sechs Diensten des Copernicus-Programms der Europäischen Weltraumorganisation (ESA). Er beschreibt die aktuelle Situation, prognostiziert die Situation einige Tage im Voraus und analysiert Datensätze der letzten Jahre.
Er stellt täglich Informationen zur globalen Zusammensetzung der Atmosphäre bereit. Dies betrifft Treibhausgase, reaktive Gase, Ozon und Aerosole. Von politischen Entscheidungsträgern werden diese Daten beispielsweise dazu genutzt, die Einhaltung des Montrealer Protokolls über Stoffe, die zu einem Abbau der Ozonschicht führen, sicherzustellen. Die Luftqualität bezüglich Spurengase und Feinstaub werden auf europäischer Ebene im Near-real-time-Modus, in Prognosen für vier Tage sowie reanalytisch erfasst. Tägliche Analysen der UV-Strahlung und des stratosphärischen Ozons werden beispielsweise im Bereich der Gesundheitsprävention zur Hautkrebsvorsorge verwendet. Für Solarenergienutzer werden Daten zur Sonneneinstrahlung bereitgestellt. Diese sind u. a. im Bereich der Landwirtschaft und erneuerbaren Energien von Bedeutung. Zukünftig ist geplant, ein Treibhausgas-Überwachungssystem zu installieren, um anthropogene CO2- und CH4- Emissionen genauer identifizieren zu können.

## Daten
Die Daten des Copernicus-Programms gaben 2019 Aufschluss über die bei den Waldbränden im Amazonasbecken emittierten Gase und ließen damit auch einen Rückschluss auf das Ausmaß der Brände zu. Bis zum 24. August 2019 wurden 228 Megatonnen Kohlendioxid erzeugt, was der höchste Wert seit Beginn der Messungen im Jahr 2010 ist.